# O’Shea’s Limited (Daihatsu)
O’Shea’s Limited war ein Montagewerk für Kraftfahrzeuge und damit Teil der Automobilindustrie in Irland.

## Unternehmensgeschichte
Das Unternehmen hatte seinen Sitz an der Long Mile Road in Dublin. Es montierte von 1975 bis 1984 Automobile. Die Teile kamen von Daihatsu. 
Es sind trotz gleicher oder ähnlicher Firmierung keine Verbindungen zu O’Shea’s Limited (Dodge) aus Cork, O’Shea’s Limited (Opel) aus Cork und O’Shea Group von der Naas Road in Dublin bekannt.

## Fahrzeuge
Das einzige genannte Modell war der Daihatsu Charade mit dem Code G10.

## Produktionszahlen
Nachstehend die Zulassungszahlen von Daihatsu in Irland.
| Jahr  | Zulassungszahlen |
| ----- | ---------------- |
| 1975  | nicht bekannt    |
| 1976  | nicht bekannt    |
| 1977  | nicht bekannt    |
| 1978  | nicht bekannt    |
| 1979  | 780              |
| 1980  | 1.640            |
| 1981  | 914              |
| 1982  | 17               |
| 1983  | 6                |
| 1984  | 7                |
| Summe | 3.364            |